# Ghiacciaio Kiel
Il ghiacciaio Kiel è un ghiacciaio situato nella regione nord-orientale della Dipendenza di Ross, all'interno della zona condivisa da quest'ultima con la Terra di Marie Byrd, in Antartide. Situato in particolare in un tratto  della costa meridionale della penisola di Edoardo VII facente parte della  costa di Shirase, il ghiacciaio fluisce verso sud-ovest a partire dal monte Schlossbach, poco a est delle montagne di Rockefeller, fino a nell'insenatura di Prestrud e andando ad alimentare i ghiacci della barriera di Ross che la occupano.

## Storia
Già grossonalamente mappato durante la spedizione antartica comandata da Richard Evelyn Byrd nel 1928-30, il ghiacciaio Kiel è stato in seguito mappato per la prima volta dai cartografi dello United States Geological Survey grazie a fotografie scattate dalla marina militare statunitense (USN) durante ricognizioni aeree effettuate nel periodo 1959-65, e così battezzato dal comitato consultivo dei nomi antartici in onore di R. Kiel, un autista del Mobile Construction Battalion della USN, che perse la vita il 5 marzo 1956, quando, nel tentativo di creare una pista verso la stazione Byrd, il mezzo da lui guidato cadde in un crepaccio situato circa 40 km a ovest di questo ghiacciaio.